# العلاقات المالديفية الزامبية
العلاقات المالديفية الزامبية هي العلاقات الثنائية التي تجمع بين المالديف وزامبيا.

## مقارنة بين البلدين
هذه مقارنة عامة ومرجعية للدولتين:
| وجه المقارنة                                              | [[تصنيف:صفحات تستخدم رمز علم غير موجود\|]] المالديف | زامبيا                         |
| --------------------------------------------------------- | --------------------------------------------------- | ------------------------------ |
| المساحة (كم2)                                             | 298                                                 | 752.62 ألف                     |
| عدد السكان (نسمة)                                         | 436.33 ألف                                          | 17.09 مليون                    |
| الكثافة السكانية (ن./كم²)                                 | 146.42 ألف                                          | 22.71                          |
| العاصمة                                                   | ماليه                                               | لوساكا                         |
| اللغة الرسمية                                             | اللغة الديفهي                                       | لغة إنجليزية                   |
| العملة                                                    | روفيه مالديفية                                      | كواشا زامبي، كواشا زامبي قديم ‏ |
| الناتج المحلي الإجمالي (بليون دولار)                      | 4.60 مليار                                          | 25.81 مليار                    |
| الناتج المحلي الإجمالي (تعادل القوة الشرائية) بليون دولار | 5.23 مليار                                          | 62.18 مليار                    |
| الناتج المحلي الإجمالي الاسمي للفرد دولار أمريكي          | 8.39 ألف                                            | 1.30 ألف                       |
| الناتج المحلي الإجمالي للفرد دولار أمريكي                 | 12.53 ألف                                           | 3.90 ألف                       |
| مؤشر التنمية البشرية                                      | 0.706                                               | 0.586                          |
| رمز المكالمات الدولي                                      | +960                                                | +260                           |
| رمز الإنترنت                                              | .mv                                                 | .zm                            |
| المنطقة الزمنية                                           | ت ع م+05:00                                         | ت ع م+02:00                    |

## منظمات دولية مشتركة
يشترك البلدان في عضوية مجموعة من المنظمات الدولية، منها:
| علم المنظمة | اسم المنظمة                        | تاريخ انضمام المالديف | تاريخ انضمام زامبيا |
| ----------- | ---------------------------------- | --------------------- | ------------------- |
|             | البنك الدولي للإنشاء والتعمير      | 13 يناير 1978         | 23 سبتمبر 1965      |
|             | يونسكو                             | 18 يوليو 1980         | 9 نوفمبر 1964       |
|             | منظمة التجارة العالمية             | ?                     | ?                   |
|             | وكالة ضمان الاستثمار متعدد الأطراف | 19 مايو 2005          | 6 يونيو 1988        |
|             | الاتحاد البريدي العالمي            | ?                     | ?                   |
|             | دول الكومنولث                      | ?                     | ?                   |
|             | الاتحاد الدولي للاتصالات           | 28 فبراير 1967        | 23 أغسطس 1965       |
|             | مؤسسة التمويل الدولية              | 2 فبراير 1983         | 23 سبتمبر 1965      |
|             | منظمة الشرطة الجنائية الدولية      | ?                     | ?                   |
|             | الأمم المتحدة                      | 21 سبتمبر 1965        | 1 ديسمبر 1964       |
|             | مؤسسة التنمية الدولية              | 13 يناير 1978         | 23 سبتمبر 1965      |
|             | منظمة حظر الأسلحة الكيميائية       | ?                     | ?                   |

## وصلات خارجية
- موقع وزارة الخارجية المالديفية